# 小行星8386
小行星8386（英語：8386 Vanvinckenroye）是一颗围绕太阳公转的小行星。1993年1月27日，艾瑞克·怀特·埃尔斯特在科索尔发现了此天体。
这颗小行星的绝对星等为348.7344843154065等。